# Apiocera clavator
Apiocera clavator är en tvåvingeart som beskrevs av Joseph Hannum Painter 1936. Apiocera clavator ingår i släktet Apiocera och familjen Apioceridae. Inga underarter finns listade i Catalogue of Life.